# Sjesta

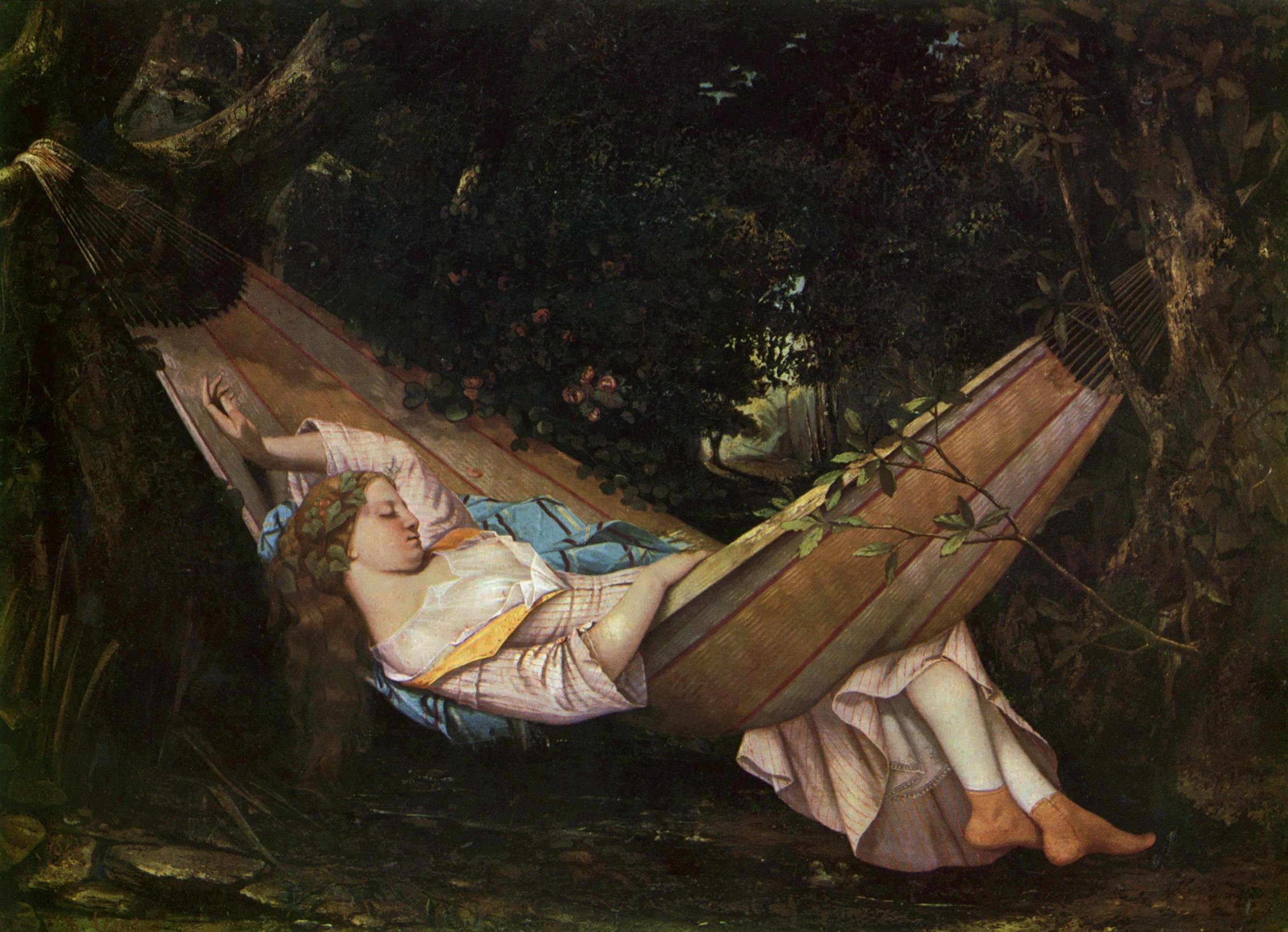
Portret młodej kobiety podczas sjesty. (The hammock, Gustave Courbet (1844).)

Sjesta – krótka drzemka we wczesnych godzinach popołudniowych, często po obiedzie.
Taki okres snu jest wspólną tradycją w niektórych krajach (głównie w basenie Morza Śródziemnego), zwłaszcza w słoneczny dzień.